# Bathycuma natalense
Bathycuma natalense är en kräftdjursart som beskrevs av Stebbing 1912. Bathycuma natalense ingår i släktet Bathycuma och familjen Bodotriidae. Inga underarter finns listade i Catalogue of Life.